# Alper Balaban
Alper Balaban (1. august 1987 – 12. april 2010) var en tyrkisk-tysk fodboldspiller, der blandt andet spillede for Fenerbahçe S.K..
Han startede sin karriere med at spille for den tyske klub TSG 1899 Hoffenheim. I 2005 skiftede han til den tyrkiske klub Fenerbahçe. Han fik sin debut mod Sivasspor den 11. november 2006 hvor han blev indskiftet i det 82. minut.
Alper Balaban spillede i alt 58 gange for Fenerbahçe og scorede 16 mål.
Den 5. april 2010, var han involveret i en bilulykke i Bretten, Tyskland, og døde den 12. april 2010.